# Tipula (Microtipula) myriatricha
Tipula (Microtipula) myriatricha is een tweevleugelige uit de familie langpootmuggen (Tipulidae). De soort komt voor in het Neotropisch gebied.